# Robert Miano
Robert Miano, född 25 september 1942, i New York, New York, är en amerikansk skådespelare. Innan han blev skådespelare var han sångare. Han studerade skådespeleri under Lee Strasberg och Warren Robertson. Han inledde sin filmkarriär i New York under 1970-talet innan han flyttade till Los Angeles. Han har medverkat i över hundra filmer, däribland Chained Heat (1983), Donnie Brasco (1997), Loser (2000), Dungeons & Dragons (2000) och Today You Die (2005) samt i TV-serien General Hospital. Han har ofta spelat gangstrar och maffiabossar.